# Darío Grandinetti
Darío Alejandro Grandinetti (Rosario, Santa Fe; 5 de marzo de 1959) es un actor argentino. Es reconocido por sus numerosos roles en cine, teatro y televisión, participando en filmes de directores como Alejandro Doria, Pedro Almodóvar y Damián Szifron.

## Biografía
Nació en la ciudad de Rosario, en la provincia de Santa Fe. Su padre trabajaba en la Junta Nacional de Granos (en calle Mendoza y Sarmiento). Cuando Darío tuvo 17 años se mudaron con su familia a la pequeña ciudad de Las Rosas, donde vivieron solo un año y retornaron a Rosario. En Rosario jugó en los equipos inferiores de Newells Old Boys. Ingresó a trabajar en la Junta Nacional de Granos como auxiliar, y cafetero. Y empezó a estudiar teatro Por razones de trabajo se trasladó a Buenos Aires.. Estudió perito mercantil.

## Carrera
Debutó en teatro en 1976 con Tartufo de Moliére. Luego hizo La cantante calva, Piel de Judas y El pianista sobre el tejado.
En 1980 debutó en una serie de televisión, Donde pueda quererte. Surgió como actor televisivo. En 1984 debutó en cine con el filme Darse cuenta. Su filmografía es predominantemente argentina o de coproducciones con otros países. Su primer filme de producción extranjera fue El día que murió el silencio (en 1998), del director italiano nacionalizado boliviano Paolo Agazzi. En 1999 hizo Chiquititas (un programa infantil de Argentina) de la mano de Cris Morena. En 2001 recibió el Premio Konex (Diploma al Mérito) como uno de los cinco mejores actores de cine de los años noventa en Argentina. Ha trabajado en muchos filmes y series televisivas españolas. Trabajó bajo la dirección del español Pedro Almodóvar en la película ganadora del Óscar al mejor guion original Hable con ella. Interpretó la parte del periodista argentino Marco Zuluaga, amigo de Benigno. En 2012 recibió el Premio Emmy Internacional como mejor actor por su participación en el ciclo televisivo Televisión por la inclusión.

## Vida personal
Su primer matrimonio fue con la artista catalana Eulalia Lombarte Llorca, entre 1989 y 1992. Tuvieron dos hijos: María Eulalia, nacida en 1989, y Juan Grandinetti, nacido en 1991, quien también es actor.
Su segundo matrimonio fue con Marisa Mondino, exmodelo y actriz argentina, entre 1995 y 2006. Tuvieron dos hijas: Lucía, nacida en 1996 y fallecida al año por hidrocefalia, y Laura, nacida en 1998, quien también es actriz.
Desde 2016 estuvo en una relación con la actriz española Pastora Vega.Dicha relación terminó y ambos lo confirmaron en distintas entrevistas en 2024. 

## Filmografía

### Cine
| Cine | Cine                                          | Cine                        | Cine                     | Cine                                  |
| Año  | Título                                        | Personaje                   | País                     | Dirección                             |
| ---- | --------------------------------------------- | --------------------------- | ------------------------ | ------------------------------------- |
| 1984 | Darse cuenta                                  | Juan                        | Argentina                | Alejandro Doria                       |
| 1985 | Esperando la carroza                          | Cacho                       | Argentina                | Alejandro Doria                       |
| 1985 | La búsqueda                                   | El Mudo                     | Argentina                | Juan Carlos Desanzo                   |
| 1986 | Expreso a la emboscada                        | Soldado Gaitán              | Argentina-Francia        | Gilles Béhat                          |
| 1986 | Seguridad personal                            | Ledesma                     | Argentina                | Aníbal Di Salvo                       |
| 1988 | Las puertitas del señor López                 | Julio                       | Argentina                | Alberto Fischerman                    |
| 1990 | Cien veces no debo                            | Jorge                       | Argentina                | Alejandro Doria                       |
| 1990 | La pandilla aventurera                        | Marinero                    | Argentina                | Miguel Torrado                        |
| 1992 | El lado oscuro del corazón                    | Oliverio                    | Argentina-Canadá         | Eliseo Subiela                        |
| 1994 | La balada de Donna Helena                     | Ladrón de autos             | Argentina                | Fito Páez                             |
| 1995 | Las cosas del querer 2                        | Tullio                      | Argentina-España         | Jaime Chávarri                        |
| 1995 | No te mueras sin decirme adónde vas           | Leopoldo                    | Argentina                | Eliseo Subiela                        |
| 1996 | El dedo en la llaga                           | Tolosa                      | Argentina-España         | Alberto Lecchi                        |
| 1996 | Despabílate amor                              | Ernesto                     | Argentina                | Eliseo Subiela                        |
| 1997 | Sus ojos se cerraron y el mundo sigue andando | Carlos Gardel/Renzo Franchi | Argentina-España         | Jaime Chávarri                        |
| 1997 | La casa de Tourneur                           | Miguel Dante                | Argentina                | Jorge Caterbona                       |
| 1998 | El día que murió el silencio                  | Abelardo                    | Bolivia                  | Paolo Agazzi                          |
| 1999 | El amateur                                    | Funcionario municipal       | Argentina                | Juan Bautista Stagnaro                |
| 1999 | Operación Fangio                              | Juan Manuel Fangio          | Argentina-España-Cuba    | Alberto Lecchi                        |
| 2001 | El lado oscuro del corazón 2                  | Oliverio                    | Argentina-España         | Eliseo Subiela                        |
| 2002 | Hable con ella                                | Marco Zuluaga               | España                   | Pedro Almodóvar                       |
| 2003 | Ilusión de movimiento                         | Rafael                      | Argentina                | Héctor Molina                         |
| 2003 | Tiempo de tormenta                            | Oscar                       | España                   | Pedro Olea                            |
| 2003 | Palabras encadenadas                          | Ramón Díaz                  | España                   | Laura Mañá                            |
| 2003 | El juego de Arcibel                           | Arcibel Alegría             | Argentina                | Alberto Lecchi                        |
| 2003 | Ciudad del Sol                                | Luis                        | Argentina                | Carlos Galettini                      |
| 2004 | El año del diluvio                            | Aixelá                      | España                   | Jaime Chávarri                        |
| 2004 | Próxima salida                                | Carlos Velmar               | Argentina                | Nicolás Tuozzo                        |
| 2005 | Segundo asalto                                | Vidal                       | Argentina                | Daniel Cebrián                        |
| 2005 | El buen destino                               |                             | Argentina                | Leonor Benedetto                      |
| 2007 | La carta esférica                             |                             | España                   | Imanol Uribe                          |
| 2007 | ¿De quién es el portaligas?                   | Norman                      | Argentina                | Fito Páez                             |
| 2007 | El frasco                                     | Pérez                       | Argentina                | Alberto Lecchi                        |
| 2007 | Quiéreme                                      | Pancho                      | Argentina-España         | Beda Docampo Feijóo                   |
| 2007 | La peli                                       | Diego                       | Argentina-Uruguay        | Gustavo Postiglione                   |
| 2008 | Horizontal/Vertical                           | Policía                     | Argentina                | Nicolás Tuozzo                        |
| 2009 | Haroldo Conti, homo viator                    | Haroldo Conti               | Argentina                | Miguel Mato                           |
| 2009 | Días de mayo                                  | Padre de Laura              | Argentina                | Gustavo Postiglione                   |
| 2010 | Carne de neón                                 | Chino                       | Argentina-España         | Paco Cabezas                          |
| 2013 | Matrimonio                                    | Esteban                     | Argentina                | Carlos María Jaureguialzo             |
| 2014 | Inevitable                                    | Fabián                      | Argentina-España         | Jorge Algora                          |
| 2014 | Relatos salvajes                              | Salgado                     | Argentina-España         | Damián Szifron                        |
| 2015 | Francisco: el padre Jorge                     | Jorge Mario Bergoglio       | Argentina-España         | Beda Docampo Feijóo                   |
| 2016 | Julieta                                       | Lorenzo Gentile             | España                   | Pedro Almodóvar                       |
| 2016 | Horas                                         |                             | Argentina                |                                       |
| 2017 | Pescador                                      | Santos                      | Argentina                | José Glusman                          |
| 2017 | Te esperaré                                   | Ariel Creu                  | Argentina                | Alberto Lecchi                        |
| 2018 | La reina del miedo                            | Marido de Robertina         | Argentina-Dinamarca      | Valeria Bertuccelli Fabiana Tiscornia |
| 2018 | Rojo                                          | Claudio Morán               | Argentina                | Benjamín Naishtat                     |
| 2020 | La isla de las mentiras                       | León                        | España-Argentina         | Paula Cons                            |
| 2021 | La casa de los conejos                        | Ingeniero                   | Argentina-Francia-España | Valeria Selinger                      |
| 2022 | Un crimen argentino                           | Mariano Márquez             | Argentina                | Lucas Combina                         |
| 2023 | Empieza el baile                              | Carlos                      | Argentina-España         | Marina Seresesky                      |

### Televisión
| Series de televisión | Series de televisión                           | Series de televisión       | Series de televisión |
| Año                  | Título                                         | Personaje                  | Canal                |
| -------------------- | ---------------------------------------------- | -------------------------- | -------------------- |
| 1979-1980            | Bianca                                         | Alejo                      | ATC                  |
| 1980                 | Donde pueda quererte                           |                            | Canal 11             |
| 1980                 | Señorita Andrea                                | Roque                      | ATC                  |
| 1981                 | El ciclo de Guillermo Bredeston y Nora Cárpena | Varios                     | Canal 9              |
| 1981                 | Luciana                                        | Sebastián                  | ATC                  |
| 1981-1982            | Un hombre como vos                             | Artemio                    | Canal 13             |
| 1985                 | Coraje mamá                                    | Máximo                     | Canal 9              |
| 1986                 | Querido salvaje                                |                            | Canal 11             |
| 1987                 | Ficciones                                      |                            | ATC                  |
| 1988                 | La bonita pagina                               |                            | ATC                  |
| 1990                 | Primera función                                | Yepetto                    | TVE                  |
| 1990                 | Atreverse                                      | Antonio                    | Telefe               |
| 1992                 | El oro y el barro                              | Profesor                   | Canal 9              |
| 1992                 | Amores                                         |                            | Telefe               |
| 1993                 | Apasionada                                     | Patricio Velasco           | Canal 13 y Televisa  |
| 1993                 | Zona de riesgo                                 | Gerente                    | Canal 13             |
| 1994                 | Los machos                                     |                            | Canal 13             |
| 1998                 | Los fiscales                                   | Ignacio Castillo           | Telefe               |
| 1999                 | La Argentina de Tato                           |                            | Canal 13             |
| 1999                 | Chiquititas                                    | Juan Mazza                 | Telefe               |
| 2000 - 2002          | Tiempo final                                   | Varios                     | Telefe               |
| 2006                 | Algo habrán hecho por la historia argentina    | Domingo Faustino Sarmiento | Telefe               |
| 2008                 | Historia del petróleo argentino                | Presentador                | Encuentro            |
| 2011                 | Tiempo de pensar                               | Gustavo                    | TV Pública           |
| 2011                 | Televisión por la inclusión                    | Mario                      | Canal 9              |
| 2013                 | Santos & Pecadores                             | Detective Fausto Cánovas   | Canal 9              |
| 2013                 | Homenaje a Teatro Abierto                      | Conductor                  | TV Pública           |
| 2014                 | En terapia                                     | Carlos                     | TV Pública           |
| 2015                 | Variaciones Walsh                              | Comisario Laurenzi         | TV Pública           |
| 2015 - 2016          | La casa del mar                                | Inspector Jorge Pelazas    | OnDirecTV            |
| 2018                 | El lobista                                     | Elián                      | Canal 13             |
| 2019 - 2021          | Hierro                                         | Antonio Díaz Martínez      | Movistar Plus+       |
| 2021                 | Maradona, sueño bendito                        | César Luis Menotti         | Amazon Prime Video   |
| 2022                 | Santa Evita                                    | Juan Domingo Perón         | Star+                |
| 2022-2023            | La novia gitana                                | Miguel Vistas Pereyra      | Atresplayer Premium  |
| 2023                 | Honor                                          | Martín Romero              | Atresplayer Premium  |

### Videos musicales
| Videos musicales | Videos musicales   | Videos musicales | Videos musicales |
| Año              | Título             | Personaje        | Artista          |
| ---------------- | ------------------ | ---------------- | ---------------- |
| 1997             | Ojo con los Orozco | Moncho           | León Gieco       |

## Teatro
| 1976      | Tartufo                             |
| 1976      | Equus                               |
| 1981      | El violinista sobre el tejado       |
| 1982      | Hijos del silencio                  |
| 1982-1983 | Camino negro                        |
| 1984      | Papi                                |
| 1985      | Feliz año viejo                     |
| 1986      | La jaula de las locas               |
| 1986-1987 | Los dueños del silencio             |
| 1987-1990 | Yepetto                             |
| 1993      | Errare humanun est                  |
| 1995      | Los lobos                           |
| 1996-1998 | Los mosqueteros del rey             |
| 1998-1999 | Ya nadie recuerda a Federico Chopin |
| 2000      | El cartero                          |
| 2000      | Maratón dantesca                    |
| 2003      | Juana de Arco en la hoguera         |
| 2004      | Teatro por la Identidad             |
| 2006-2007 | Ella en mi cabeza                   |
| 2008-2010 | Baraka                              |
| 2011-2012 | Mineros                             |
| 2013      | Una relación pornográfica           |
| 2014      | Personitas                          |
| 2014      | Novecento                           |

## Premios y distinciones
Festival Internacional de Cine de San Sebastián
| Año  | Categoría                      | Película | Resultado |
| ---- | ------------------------------ | -------- | --------- |
| 2018 | Concha de Plata al mejor actor | Rojo     | Ganador   |